# 제면소

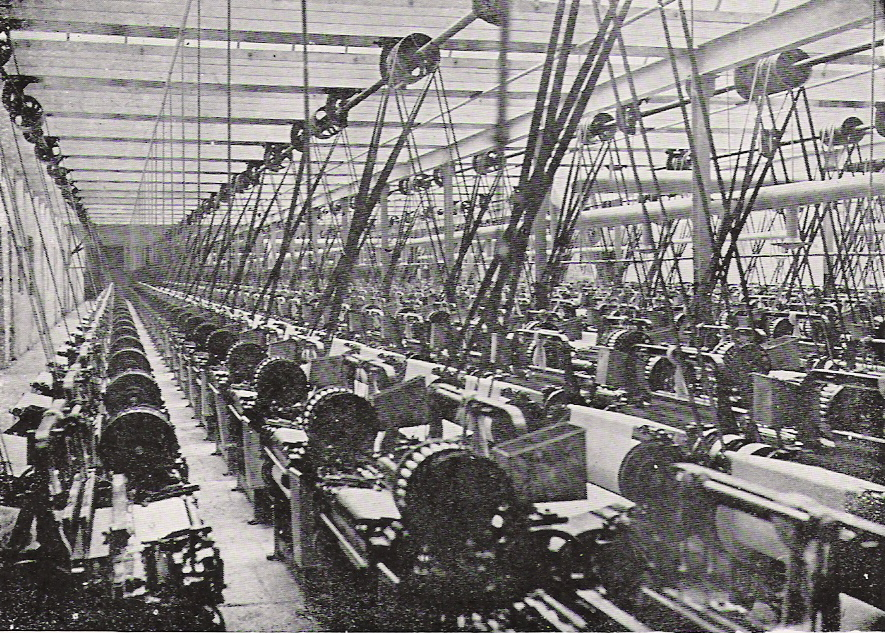
1914년 랭커셔 제면소.

제면소(cotton mill)은 방적 및 직조 기계를 갖추고 면섬유 제품을 생산하는 제조소다. 산업혁명기에 공장제 노동양식을 탄생시키는 데 중요한 역할을 했다.